# Еркрат
Еркрат (њем. Erkrath) град је у њемачкој савезној држави Северна Рајна-Вестфалија. Једно је од 10 општинских средишта округа Метман. Према процјени из 2010. у граду је живјело 46.340 становника. Посједује регионалну шифру (AGS) 5158004, NUTS (DEA1C) и LOCODE (DE ERH) код.

## Географски и демографски подаци
Еркрат се налази у савезној држави Северна Рајна-Вестфалија у округу Метман. Град се налази на надморској висини од 45–162 метра. Површина општине износи 26,9 km². У самом граду је, према процјени из 2010. године, живјело 46.340 становника. Просјечна густина становништва износи 1.725 становника/km².

## Међународна сарадња
| Мјесто           | Држава               | Врста сарадње | Од    |
| ---------------- | -------------------- | ------------- | ----- |
| Западни Ланкашир | Уједињено Краљевство | партнерство   | 2000. |
|                  | Француска            | партнерство   | 2000. |
| Извор            |                      |               |       |